# Palotás
Palotás – wieś i gmina w północnej części Węgier, w pobliżu miasta Pásztó.
Miejscowość leży na obszarze Średniogórza Północnowęgierskiego i należy do powiatu Pásztó, wchodzącego w skład komitatu Nógrád.
Gmina Palotás liczy 1667 mieszkańców (2009) i zajmuje obszar 17,07 km².